# Young Artist Award
A Young Artist Award (Fiatal Művészek Díja) a 18 évesnél fiatalabb televíziós, film, színházi és zenei tehetségek számára kiosztott elismerés, melyet a Young Artist Foundation elnevezésű alapítvány hozott létre 1978-ban.

## Szervezet
A Young Artist Foundation alapítványt 1978-ban hozta létre Maureen Dragone, a Golden Globe-díjat is alapító Hollywood Foreign Press Association szövetség tagja, hogy felismerjék és elismerjék a fiatal előadóművészek tehetségét és ösztöndíjjal támogassák azokat a művészeket, akik fizikailag vagy pénzügyi téren hátrányos helyzetben vannak.
A díjat az 1978-89-es évadra osztották ki először. Fennállásának első húsz évében Youth In Film/Young Artist Awards néven, majd 2000-től, a 21. díjátadó rendezvénytől kezdve a rövidebb Young Artist Award elnevezést kapta az elismerés.